# My Only Wish
«My Only Wish» (en español: «Mi Único Deseo») es una canción de pop interpretada por la cantautora estadounidense Jessica Simpson. Primary Wave Records se encargó de su distribución a partir del 11 de noviembre de 2010 y fue el principal sencillo de su séptimo álbum de estudio, Happy Christmas. Fue escrito por Jessica Simpson, Aaron Pearce, y Christopher Stewart quien también fungió como productor de la canción a lado de The-Dream. Además de ser una canción de amor con tempo rápido, su instrumentación incluye el uso de carillones y voces adicionales, así como sintetizadores. Con ello, «My Only Wish» se convirtió en el decimoquinto sencillo de Jessica Simpson en los Estados Unidos. 
Fue estrenada el 11 de noviembre de 2010 en programa de radio de Ryan Seacrest. La canción tuvo críticas positivas, sin embargo el tema fue comparado con «All I Want for Christmas is You» de Mariah Carey.

## Información de la canción

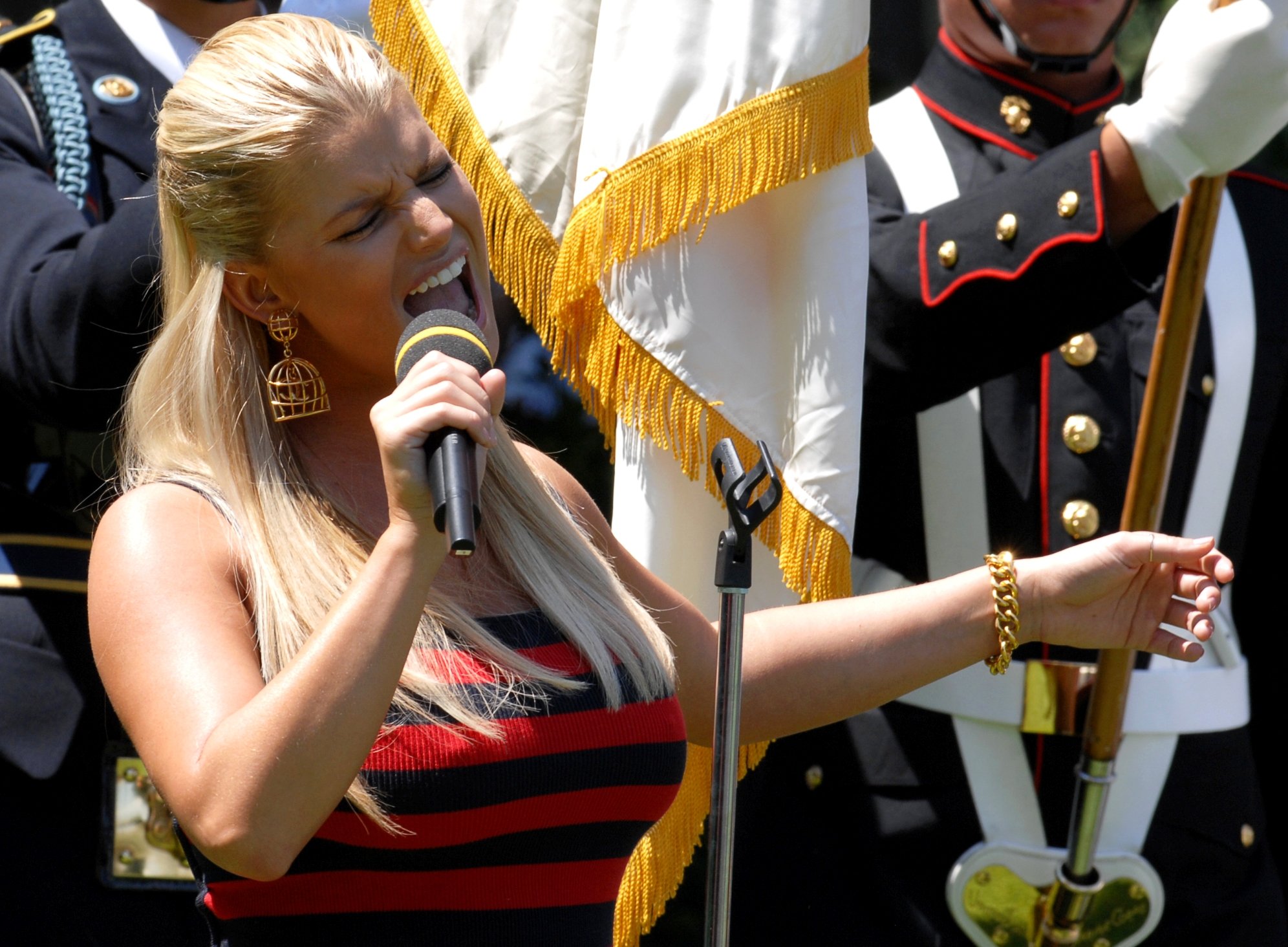
Jessica en 2009.

Simpson fue entrevistada por E! News y PopSugar.com donde ella reveló que ella está de vuelta en el estudio, trabajando en un nuevo álbum navideño. El 15 de septiembre de 2010, se anunció que Simpson estaba trabajando con los productores de The-Dream y Tricky Stewart en sus siguientes dos álbumes. El 12 de octubre de 2010, Simpson anunció a través de Twitter que había terminado de grabar este disco.
La canción fue coescrita por Jessica, Aaron Pearce y Christopher Stewart. My Only Wish es una canción de amor, de un buen ritmo navideño, que incorpora la música pop y ritmos tradicionales, notas de percusión, así como golpes fuertes y los surcos. Como parte de "capas de la canción," voces de fondo se presentan en todo el coro. Su letra describe la declaración de una mujer que no le importan los regalos de Navidad o las luces, todo lo que ella desea para Navidad es lo mejor a todos. El tema a ha recibido cometarios positivos por parte de los críticos, sin embargo ha sido comparada All I Want for Christmas is You de la cantante pop Mariah Carey, debido a la similitud de una estofa de ambas canciones.

## Recepción
My Only Wish recibió críticas mixtas de los críticos de música. Ha sido comparada con "All I Want for Christmas is You" de Mariah Carey. Grace Cicciotti de iphone.funweek, es una copia descarada del clásico navideño de Carey. My Only Wish escrito por "The-Dream" tiene la misma melodía de "All I Want for Christmas is You", la misma nota alta e incluso el mismo significado: no cambia mucho entre todos la frase" en español: Todo lo que quiero para Navidad es a ti baby "y" Mi único deseo para Navidad es a ti. En resumen, parece que gran parte de Jessica sufre una falta de inspiración ... En resumen, parece que gran parte de Jessica sufre una falta de inspiración ... MTV dijo, sabemos que Mariah Carey ha vuelto a la mermelada de la Navidad con su "Merry Christmas II You" Y ahora tenemos un poco de espíritu navideño de Jessica Simpson, con la alegre y juguetón My Only Wish.

## Promoción
My Only Wish fue lanzado el 22 de noviembre de 2010, en itunes. La canción ha logrado posicionarse en top 50 de las canciones más descargas en la categoría de música para fiestas de itunes.La semana de lanzamiento del álbum, la canción se podía descargar gratuitamente por itunes en los Estados Unidos.
Ella sea presentado en varios programas de televisión: The Early Show, Late Night con Jimmy Fallon, Live with Regis and Kelly, Access Hollywood y en el desfile de Acción de Gracias de Macy's, como parte de la promoción de álbum y la canción.
The Price Of Beauty tendrá un especial navideño, donde Jessica interpretara todas las canciones del álbum, dentro de las cuales My Only Wish. El programa fue lanzado al aire de 25 de noviembre de 2010.

## Formato
- Descarga Digital[6]

1. "My Only Wish" – 3:55

## Créditos
- Escritores – Jessica Simpson, Aaron Pearce, Christopher Stewart
- Productores – The Dream, Christopher Stewart
- Voz principal – Jessica Simpson

## Posicionamiento
| Listas (2010/2012)                    | Posiciones |
| ------------------------------------- | ---------- |
| Billboard iLike Libraries: Most Added | 24         |
| Venezuela Classic Music               | 9          |
| Brasil Natal                          | 81         |
| Mongolia emusic                       | 31         |
| Noruega Holliday                      | 68         |
| Georgia Christmas Chart               | 2          |
| Georgia Chart                         | 32         |
| Gaon International Chart              | 163        |